# Los Sáez (San Pedro del Pinatar)
Los Sáez es una pedanía del municipio de San Pedro del Pinatar en la comunidad autónoma de Murcia en España. Es una de las pedanías más antiguas y se encuentra en el límite con San Javier, su nombre posiblemente se debe al apellido de sus fundadores que se establecieron en la misma en el siglo XVIII.
En ella se encuentra un grupo de viviendas, una parte de la zona industrial del municipio con diversas instalaciones y un centro educativo especializado en alumnos con necesidades educativas especiales.

## Algunas imágenes

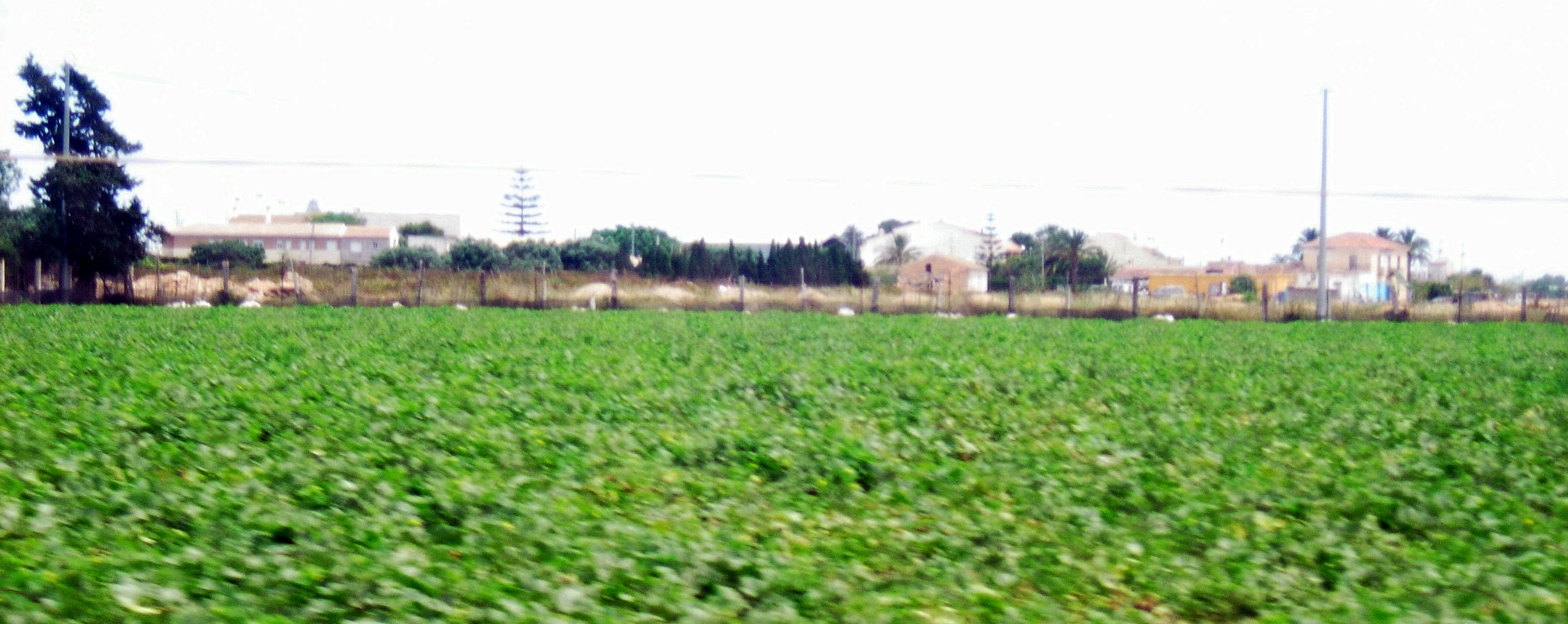
Zona agrícola.
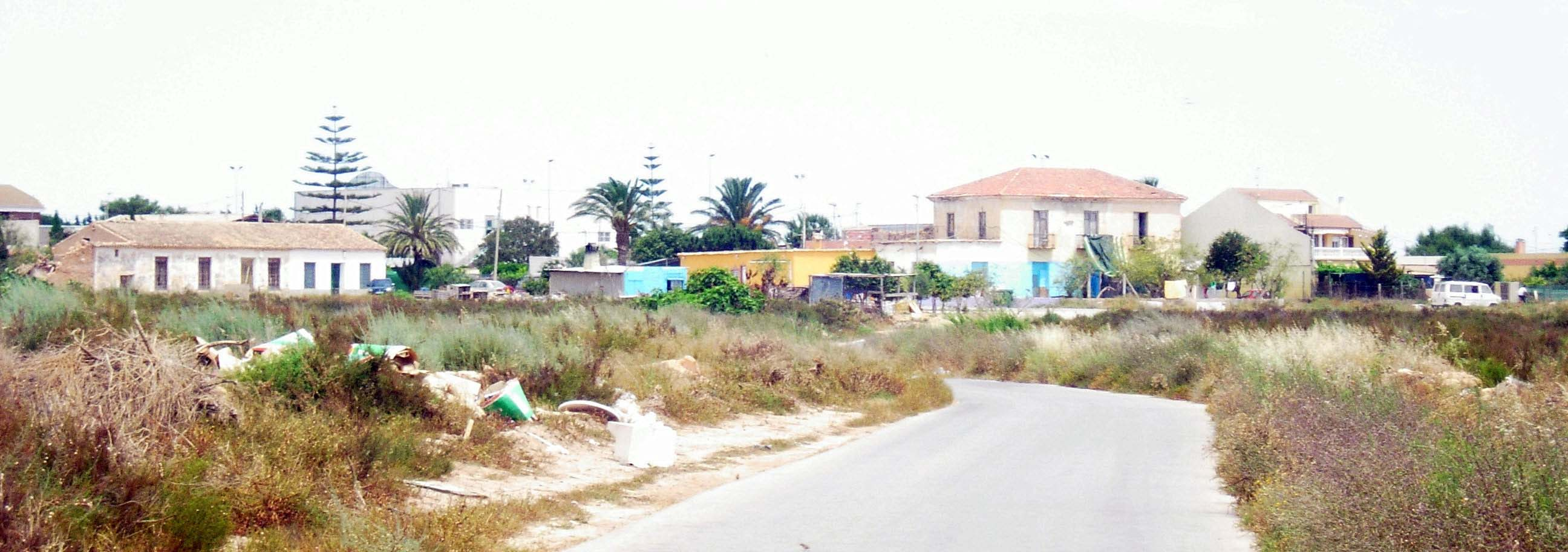
Vista de un grupo de viviendas.
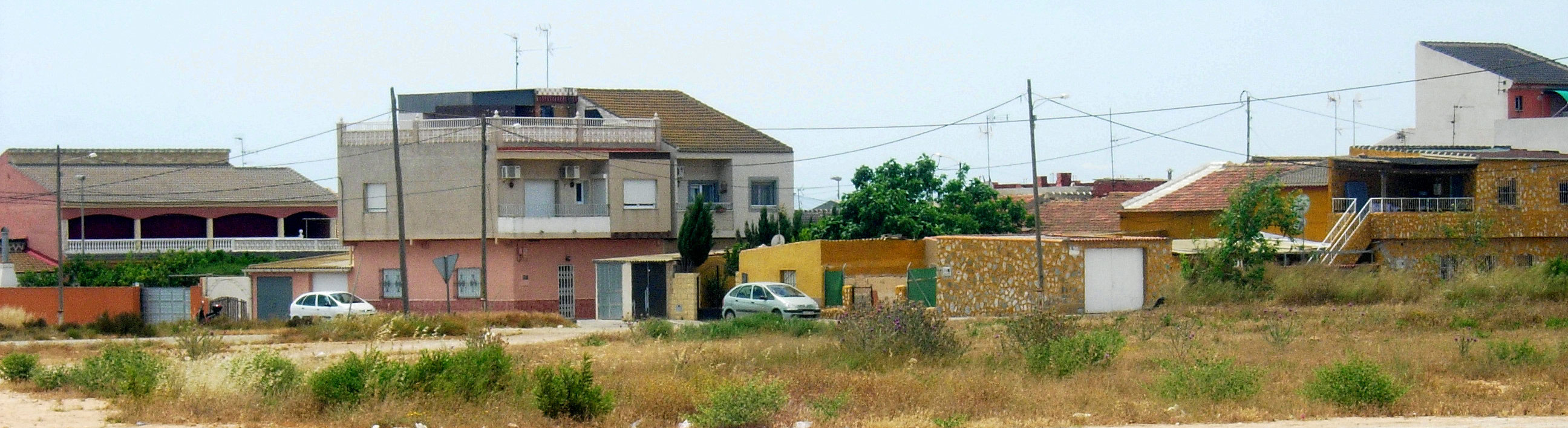
Algunas viviendas.